# مطار سمرقند الدولي
مطار سمرقند الدولي (بالإنجليزية: Samarkand International Airport)‏ (إياتا: SKD، إيكاو: UTSS)، هو مطار دولي يقع في سمرقند، أوزبكستان. تشغل شركة الخطوط الجوية الأوزبكستانية المطار وتتخذ منه مركزا لعملياتها منذ إنشاء الشركة سنة 1992. يسير المطار رحلات داخلية ودولية معا.

## خطوط وشركات الطيران
| شركـات طيـران               | الوجهات                                                                                |
| --------------------------- | -------------------------------------------------------------------------------------- |
| إيروفلوت                    | مطار شيريميتييفو الدولي                                                                |
| ATA Airlines                | مطار مشهد الدولي                                                                       |
| الخطوط الجوية الأذربيجانية  | مطار حيدر علييف الدولي                                                                 |
| Azimuth                     | Mineralnye Vody                                                                        |
| فلاي دبي                    | مطار دبي الدولي                                                                        |
| طيران الجزيرة               | مطار الكويت الدولي                                                                     |
| روسيه (خطوط جوية)           | مطار بولكوفو، مطار سوتشي الدولي                                                        |
| خطوط إس سفن                 | مطار دوموديدوفو الدولي                                                                 |
| الخطوط الجوية التركية       | مطار إسطنبول الدولي                                                                    |
| خطوط أورال الجوية           | مطار جوكوفسكي الدولي، مطار كولتسوفو الدولي                                             |
| Utair                       | مطار فنوكوفو الدولي                                                                    |
| الخطوط الجوية الأوزبكستانية | Andizhan، مطار إسطنبول الدولي، مطار دوموديدوفو الدولي، مطار بولكوفو، مطار طشقند الدولي |
| ويز للطيران                 | مطار أبو ظبي الدولي                                                                    |

## مقالات متعلقة
- مطار طشقند الدولي
- مطار عشق آباد الدولي